# Manuel Ferreira Marques dos Santos
Manuel Ferreira Marques dos Santos (Covilhã, 6 de junho de 1924 — Coimbra, 22 de fevereiro de 1986), ou simplesmente Dr. Marques dos Santos, foi um médico português que exerceu o seu mister em Miranda do Corvo, Sertã, Castelo Branco e Leiria. Foi um pioneiro do desporto sertaginense, tendo presidido ao Sertanense Futebol Clube. O seu nome foi dado ao Campo de Jogos da Abegoaria, na Sertã.

## Medicina
Marques dos Santos formou-se em Medicina na Faculdade de Medicina da Universidade de Coimbra. Depois de uma experiência nos Hospitais da Universidade de Coimbra, foi designado médico municipal em Miranda do Corvo. Ali permaneceu entre 1952 e 1957, altura em que rumou à Sertã para assumir as funções de médico municipal e subdelegado (mais tarde delegado) de saúde do concelho.
Amaro Vicente Martins, antigo diretor do jornal A Comarca da Sertã, escreveu um extenso artigo nesse semanário, quando da morte do médico, lembrando a sua obra: “Foi incansável e trabalhou arduamente, quer na montagem dos serviços da Delegação de Saúde, quer deslocando-se pelas aldeias do concelho, nas escolas, a fazer vacinações. Foi um trabalho meritório e pioneiro que o então delegado de saúde distrital de Castelo Branco, José Lopes Dias, anotou com aprazimento, difundindo sobre ele uma comunicação escrita a todos os subdelegados de saúde e seus subordinados”. Além disso, “a higienização e modernização das tabernas e casas de pasto do concelho da Sertã foi outro ponto a merecer a atenção do Dr. Marques dos Santos, que acabaria por prestar, também nessa matéria, um excelente serviço”. Devido ao facto de “ter vindo para uma terra pobre, onde poucos podiam pagar os cuidados médicos”, Marques dos Santos, como clínico privado, “teve que se limitar às possibilidades do meio, tratando muita gente e recebendo pouco de uns e nada de outros, como sucedia, aliás, com os seus colegas”.
Depois de 23 anos na Sertã, foi colocado, em 1980, em Castelo Branco, para exercer o cargo de delegado de saúde e de presidente da Administração Distrital de Saúde. Dali transitou, em 1983, para a delegação de saúde de Leiria, onde viria a dirigir os serviços de saúde distritais.

## Desporto
A Marques dos Santos se devem os esforços que levaram à construção de um novo campo de futebol na Sertã – o anterior situado na zona da Carvalha não oferecia grandes condições aos praticantes da modalidade. Acompanhado de elementos afectos aos Bombeiros Voluntários da Sertã (a única instituição que na altura possuía equipa de futebol na vila), negociou um terreno, na zona da Abegoaria, e lançou uma campanha de angariação de fundos para a construção do campo. Toda a vila, e não só, aderiu à iniciativa e muitos sertaginenses colocaram mãos ao trabalho e ajudaram na construção, ao passo que outros ofereceram os materiais e disponibilizaram os recursos das suas empresas. O campo tem hoje o seu nome.
Marques dos Santos foi também presidente da direcção do Sertanense Futebol Clube, em 1960. O mandato marcou uma verdadeira revolução e um corte com o passado, tanto em nível da gestão directiva como desportiva. Foi introduzida a prática de novas modalidades no clube (como por exemplo o atletismo) e criadas condições para que dois anos mais tarde fosse constituída uma equipa de futebol. Pelo trabalho desenvolvido no clube, o seu nome foi dado ao campo de jogos de em como forma de homenagem.